# Botz-en-Mauges
Botz-en-Mauges és un municipi francès situat al departament de Maine i Loira i a la regió de País del Loira. L'any 2007 tenia 784 habitants.

## Demografia

### Població
El 2007 la població de fet de Botz-en-Mauges era de 784 persones. Hi havia 306 famílies de les quals 74 eren unipersonals (27 homes vivint sols i 47 dones vivint soles), 106 parelles sense fills, 114 parelles amb fills i 12 famílies monoparentals amb fills.
La població ha evolucionat segons el següent gràfic:
Habitants censats

### Habitatges
El 2007 hi havia 347 habitatges, 306 eren l'habitatge principal de la família, 7 eren segones residències i 34 estaven desocupats. 337 eren cases i 5 eren apartaments. Dels 306 habitatges principals, 243 estaven ocupats pels seus propietaris, 61 estaven llogats i ocupats pels llogaters i 2 estaven cedits a títol gratuït; 13 tenien dues cambres, 36 en tenien tres, 71 en tenien quatre i 186 en tenien cinc o més. 242 habitatges disposaven pel capbaix d'una plaça de pàrquing. A 145 habitatges hi havia un automòbil i a 139 n'hi havia dos o més.

### Piràmide de població
La piràmide de població per edats i sexe el 2009 era:
| Homes | Edats   | Dones |
| ----- | ------- | ----- |
| 0     | 95 o +  | 0     |
| 0     | 90 a 94 | 4     |
| 12    | 85 a 89 | 12    |
| 4     | 80 a 84 | 4     |
| 24    | 75 a 79 | 12    |
| 0     | 70 a 74 | 20    |
| 20    | 65 a 69 | 12    |
| 16    | 60 a 64 | 24    |
| 20    | 55 a 59 | 24    |
| 20    | 50 a 54 | 28    |
| 40    | 45 a 49 | 16    |
| 28    | 40 a 44 | 24    |
| 12    | 35 a 39 | 20    |
| 20    | 30 a 34 | 8     |
| 32    | 25 a 29 | 20    |
| 28    | 20 a 24 | 12    |
| 24    | 15 a 19 | 32    |
| 28    | 10 a 14 | 16    |
| 20    | 5 a 9   | 16    |
| 8     | 0 a 4   | 8     |

## Economia
El 2007 la població en edat de treballar era de 472 persones, 362 eren actives i 110 eren inactives. De les 362 persones actives 343 estaven ocupades (198 homes i 145 dones) i 19 estaven aturades (6 homes i 13 dones). De les 110 persones inactives 52 estaven jubilades, 26 estaven estudiant i 32 estaven classificades com a «altres inactius».

### Ingressos
El 2009 a Botz-en-Mauges hi havia 317 unitats fiscals que integraven 817 persones, la mediana anual d'ingressos fiscals per persona era de 14.785 €.

### Activitats econòmiques
Dels 26 establiments que hi havia el 2007, 1 era d'una empresa de fabricació d'altres productes industrials, 10 d'empreses de construcció, 4 d'empreses de comerç i reparació d'automòbils, 1 d'una empresa de transport, 1 d'una empresa d'hostatgeria i restauració, 1 d'una empresa d'informació i comunicació, 1 d'una empresa financera, 2 d'empreses immobiliàries, 1 d'una empresa de serveis i 4 d'empreses classificades com a «altres activitats de serveis».
Dels 8 establiments de servei als particulars que hi havia el 2009, 1 era un taller de reparació d'automòbils i de material agrícola, 4 paletes, 1 fusteria, 1 lampisteria i 1 perruqueria.
L'únic establiment comercial que hi havia el 2009 era una carnisseria.
L'any 2000 a Botz-en-Mauges hi havia 35 explotacions agrícoles que ocupaven un total de 1.334 hectàrees.

## Equipaments sanitaris i escolars
El 2009 hi havia una escola elemental.

## Poblacions més properes
El següent diagrama mostra les poblacions més properes.